# فرار سرمایه
فرار سرمایه (به انگلیسی: Capital flight) در اقتصاد زمانی اتفاق می‌افتد که پول یا دارایی‌ها در نتیجهٔ یک پیامد اقتصادی به سرعت از کشور خارج می‌شوند. این پیامد اقتصادی می‌تواند شامل افزایش مالیات بر سرمایه یا سرمایه داران یا در نتیجهٔ قصور دولت نسبت به بدهی‌های خویش باشد و که با برآشفتن سرمایه گذاران موجب شود دارایی‌های خود در آن کشور را کاهش داده یا به بیان دیگر اعتماد خود به توانمندی اقتصاد را از دست بدهند.
این امر سبب ناپدید شدن ثروت می‌شود و اغلب با افت شدید نرخ ارز کشور تحت تأثیر همراه است. (یعنی تنزل در نرخ ارز کشورهای دارای نرخ ارز شناور یا کاهش اجباری نرخ ارز در کشورهای دارای نرخ ارز دستوری).
این کاهش هنگامیکه سرمایه متعلق به مردم کشور تحت تأثیر باشد، بسیار زیان آور است؛ زیرا در این حالت شهروندان نه تنها با ضرر و زیان در اقتصاد و کاهش ارزش ارز خود مواجه هستند بلکه احتمالاً دارایی‌های آنها نیز بیشتر ارزش اسمی خود را از دست داده‌اند.
این پدیده منجر به کاهش چشمگیر قدرت خرید دارایی‌های کشور می‌شود و هزینهٔ واردات کالا و دستیابی به هرگونه تسهیلات خارجی (برای مثال تجهیزات پزشکی) را افزایش می‌دهد.
دولت‌ها برای مقابله با پیامدهای فرار سرمایه استراتژی‌های متعددی به کار می‌برند. به عنوان مثال، مقرراتی در جهت جلوگیری از خروج ارز خود به خارج از کشور وضع می‌کنند. اما این راهکار بهینه ای محسوب نمی‌شود زیرا می‌تواند سبب رکود در اقتصاد شده، و وحشت در مورد وضع موجود را بیشتر کند. علاوه بر این، توسعهٔ فناوری‌های فرا ملّیتی، مانند بیت کوین، می‌تواند به دور زدن چنین محدودیت‌هایی کمک کند.

## مباحثه

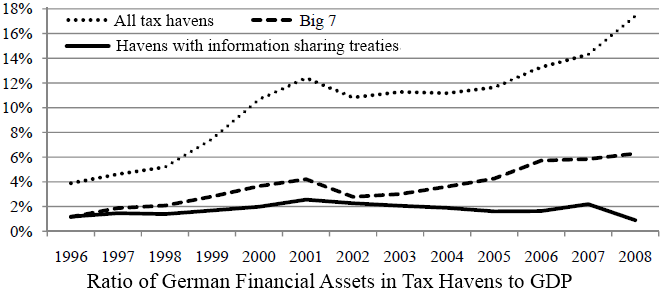
مرتبط

### بحث قانونی
فرار سرمایه بر طبق قوانین داخلی می‌تواند قانونی یا غیرقانونی برشمرده شود. در حالت قانونی فرارهای سرمایه یا در دفاتر ثبت می‌شوند یا اشخاص جابجایی را انجام می‌دهند و درآمد حاصل از بهره، سود سهام و سود حاصل از سرمایه معمولاً به کشور مبدأ بازمی‌گردد.
در حالت غیرقانونی، به عنوان جریان‌های مالی غیرقانونی نیز شناخته می‌شود، هدف آنست که هیچگونه شواهدی از بازگشت درآمدهای حاصل از فرار سرمایه به کشور مبدأ موجود نباشد. این به عنوان مفقود شدن پول در تراز تجاری یک کشور شناخته می‌شود. برای مثال در دههٔ ۱۹۷۰ و ۱۹۸۰ در هند و در پی کنترل‌های سختگیرانهٔ ارز، کشور شاهد میلیاردها دلار خروج سرمایه بود. این کشور در دههٔ ۱۹۹۰ با بازکردن اقتصاد خود روند فرار سرمایه را معکوس کرد و باعث ورود مجدد سرمایه به کشور شد.

### داخل یک کشور
فرار سرمایه گاهی به حذف ثروت و دارایی از یک شهر یا منطقه در درون یک کشور اشاره دارد. شهرهای آفریقای جنوبی پس از آپارتاید احتمالاً نمونه‌های خوبی برای این موضوع هستند؛ زیرا بر اثر بالا بودن سطح جرم و خشونت در شهرهای مرکزی فرار سرمایه از مرکز شهرها به حومه اتفاق می‌افتاد. مشابه همین پدیده در اواخر قرن بیستم در ایالات متحده نیز رایج بود.
کشورهای دارای اقتصاد منابع محور، بیشترین میزان فرار سرمایه را تجربه می‌کنند. یک دیدگاه کلاسیک در رابطه با فرار سرمایه این است که در واقع انتظارات ارزی علت اصلی جابجایی قابل توجه سرمایه‌های خصوصی در بین مرزها هستند؛ تا جاییکه بر بازارهای مالی اثر می‌گذارند. وقوع فرار سرمایه الزاماً به معنای نیاز به اصلاحات در سیاست می‌باشد. در مقابل، اقتصادهای باز کمترین میزان آسیب‌پذیری را نسبت به فرار سرمایه دارند؛ زیرا شفافیت و بازبودن موجب اطمینان سرمایه گذاران به چشم‌انداز آیندهٔ اقتصاد می‌شود.

## مثال‌ها
در سال ۱۹۹۵، صندوق بین‌المللی پول (IMF) برآورد کرد که فرار سرمایه تقریباً نیمی از بدهی‌های خارجی بدهکارترین کشورهای جهان را شامل می‌شود.
در دههٔ ۱۹۹۰، فرار سرمایه در برخی از کشورهای آسیا و آمریکای لاتین مشاهده شد. شاید بتوان گفت مهم‌ترین پیامد این اتفاق بحران مالی سال ۱۹۹۷ آسیا بود که از تایلند آغاز شد و تا ژوئیه همان سال در تمام شرق آسیا گسترش یافت و ترس از سقوط اقتصادی را به سرعت در جهان گسترش داد.
همچنین می‌توان فرار سرمایه را یکی از علل وقوع بحران اقتصادی سال ۲۰۰۱ در آرژانتین دانست. ترس از این امر که آرژانتین قادر به پرداخت بدهی‌های خارجی خود نخواهد بود و از طرفی نرخ ارز دستوری بسیار پایین که بر پایه ذخایر ارزی این کشور تعیین شده بود علت اصلی فرار سرمایه به‌شمار می‌رفت. این پدیده در اوایل دهه ۱۹۸۰ در ونزوئلا نیز مشاهده شد؛ که در آن کل درآمد صادراتی یک سال کشور از طریق فرار سرمایهٔ غیرقانونی از مرزها خارج شد.

در آخرین ربع از قرن بیستم مشاهده شد که فرار سرمایه بیشتر در کشورهایی اتفاق می‌افتد که نرخ بهره آنها بسیار پایین یا منفی است (مانند روسیه و آرژانتین). در مقابل کشورهایی که نرخ بهره واقعی بالاتری دارند (مانند جمهوری خلق چین) کمتر با این معضل روبرو هستند.
در سال ۲۰۰۶، روزنامهٔ واشینگتن پست، در مقاله ای به بررسی فرار سرمایه در پاسخ به نرخ بالای مالیات بر سرمایه در کشورهایی نظیر فرانسه پرداخت. در این مقاله آمده‌است: اریک پینچ، نویسندهٔ راهنمای مالیات فرانسه، تخمین می‌زند که مالیات بر ثروت سالانه ۲٫۶ میلیارد دلار برای دولت درآمد به همراه دارد اما از سال ۱۹۹۸ موجب فرار بیش از ۱۲۵ میلیارد دلار سرمایه از کشور شده‌است.
سازمان جهانی انسجام سرمایه، در مقاله ای منتشر شده در سال ۲۰۰۸، فرار سرمایه (که آن را جریان‌های مالی غیرقانونی نیز نامیده‌است) از کشورهای درحال توسعه را بین حدود ۸۵۰ میلیارد تا ۱ تریلیون دلار در سال تخمین زد.
مقاله ای در سال ۲۰۰۹ در روزنامه تایمز گزارش داد که صدها سرمایه دار و کارآفرین ثروتمند به تازگی در پاسخ به افزایش مالیات اخیر سرمایه‌های خود را از انگلستان خارج و به مقاصد کم مالیاتی مانند جرسی، گورنزی، جزایر من و جزایر ویرجین انگلیس منتقل کرده‌اند.
در ماه مه ۲۰۱۲ و در پی نخستین انتخابات نامعلوم قانون گذاری در یونان، فرار سرمایه از این کشور بالغ بر ۴ میلیارد یورو در هفته تخمین زده شد. کمی بعدتر در همان ماه بانک مرکزی اسپانیا اعلام کرد در سه ماههٔ اول سال ۲۰۱۲، ۹۷ میلیارد یورو بر اثر فرار سرمایه از این کشور خارج شده‌است.
در آستانه برگزاری همه‌پرسی بریتانیا برای خروج از اتحادیه اروپا، خالص فرار سرمایه از کشور ۶ ماه قبل از رفراندوم ۷۷ میلیارد پوند، ۳ ماه قبل از آن ۶۵ میلیارد پوند و در ماه مارس، بلافاصله پیش از شروع کارزار رفراندوم، ۵۹ میلیارد پوند برآورد شد.
در ایران، بنا بر گزارش روزنامهٔ دنیای اقتصاد، از سال ۱۳۵۰ به بعد، بیش از ۴۵ میلیارد دلار سرمایه از ایران خارج شده که حدود ۳۱ میلیارد دلار آن مربوط به سال ۱۳۵۷ به بعد است. مطالعات نشان می‌دهد طی سال‌های ۵۲ و ۵۳ قبل از انقلاب و در سال‌های ۵۷ و ۵۸ که ناشی از جریان انقلاب و نیز در سال‌های ۷۲ تا ۷۴ به واسطه فشار باز پرداخت بدهی‌ها و بهره‌های آنها و نیز بهره‌های مضاعف بدهی‌های قبلی بیشترین حجم فرار سرمایه وجود داشته‌است که علت را می‌توان تورم داخلی، ریسک‌های اقتصادی سیاسی، شوک نفتی، کاهش ارزش پول رایج داخلی دانست.